# Ажен (Западно-Казахстанская область)
Ажен (каз. Әжен) — село в Бокейординском районе Западно-Казахстанской области Казахстана. Входит в состав Муратсайского сельского округа. Находится примерно в 42 км к востоку от села Сайхин. Код КАТО — 275439200.

## Население
В 1999 году население села составляло 206 человек (97 мужчин и 109 женщин). По данным переписи 2009 года, в селе проживало 149 человек (70 мужчин и 79 женщин).